# Daïra de Chechar
 (octobre 2017).
Si vous disposez d'ouvrages ou d'articles de référence ou si vous connaissez des sites web de qualité traitant du thème abordé ici, merci de compléter l'article en donnant les références utiles à sa vérifiabilité et en les liant à la section « Notes et références ».
La daïra de Chechar est une daïra d'Algérie située dans la wilaya de Khenchela et dont le chef-lieu est la ville éponyme de Chechar.

## Communes de la daïra
La daïra est composée de quatre communes : Chechar, Djellal, El Oueldja, Khirane.